# Star Wars: The Old Republic
Star Wars: The Old Republic é um MMORPG desenvolvido pela BioWare em parceria com a LucasArts e publicado pela Electronic Arts, baseado no universo de Star Wars. Ele é conhecido popularmente, também, por sua abreviatura: "SWTOR." 
O projeto do jogo foi iniciado pela LucasArts em 2006 para dar continuidade aos RPGs Star Wars: Knights of the Old Republic 1 e 2, após fechar parceria com a BioWare e Electronic Arts em 2008 seu desenvolvimento foi divulgado, sendo lançado oficialmente no dia 20 de dezembro de 2011.
O jogo chegou a cerca de 2 milhões de jogadores e é o segundo maior investimento da história da indústria de jogos eletrônicos, custando cerca de 200 milhões de dólares para os cofres da Electronic Arts, atrás somente de Grand Theft Auto V, com um custo estimado de 265 milhões de dólares. Hoje o jogo figura como o principal concorrente de World of Warcraft no gênero dos MMOs. Seis meses depois houve uma ligeira queda e o jogo passou a contar com 1.2 milhoes de jogadores. Em agosto de 2012 a estimativa é que algo acima de 500 mil jogadores estejam com assinaturas e o jogo passou a ser free to play em novembro de 2012.

## Jogabilidade
O jogador poderá escolher ser membro das duas principais forças políticas da galáxia: República Galáctica e o Império Sith. Os jogadores poderão traçar seus caminhos dentro do jogo, indo em direção ao lado da luz ou abraçando o lado sombrio da força, dependendo dos caminhos que escolher. Cada lado vai conter diferentes classes, cada uma com sua história, que pode ser afetada pelas escolhas morais do jogador. As classes vão ser exclusivas de um lado para outro.
Ao contrário dos MMOs tradicionais, em SWTOR as classes não se limitam aos protótipos típicos. A BioWare afirma que cada classe irá ter sua própria personalização que permitirá que qualquer uma preencha qualquer papel dentro de um grupo, eliminando a necessidade de canais de spam em busca de uma classe específica necessária para preencher um papel dentro de um grupo (o que pode atrasar ou parar completamente a conclusão de quests de grupo). Embora cada classe em The Old Republic ainda tenha um estilo próprio de jogo (seja ele de longa distância, corpo a corpo, ou outra), a personalização combinada com personagens companheiros irão tornar uma classe capaz de enfrentar diversas situações , com ou sem o apoio de outros jogadores, e sem a necessidade de outras classes específicas, a fim de avançar.
As escolhas dos jogadores podem, permanentemente, abrir ou fechar linhas históricas e afetar o relacionamento com certos companheiros (personagens não jogáveis). Os desenvolvedores do jogo acreditam que o jogo vai fornecer mais contextos para as missões dos personagens do que o encontrado em outros MMORPGs. Cada personagem no jogo, incluindo o do jogador, vai apresentar também diálogos completamente feitos com vozes humanas, melhorando a jogabilidade, e as interações vão apresentar, também, um sistema de diálogos similar ao do usado nas séries de Mass Effect. Os jogadores vão ter a possibilidade de escolher seu personagem companheiro dentre uma imensa variedade de NPCs, embora perder tempo com um único ajudante venha a ajudar mais na formação da história e conteúdo do que utilizar muitos personagens, podendo até surgir um interesse amoroso. Será inevitável para os jogadores perder uma grande quantidade de tempo se eles falharem ao conhecer as expectativas dos NPCs. Os gamers vão ter acesso à dúzias de planetas, incluindo Korriban, Ord Mantell, Nal Hutta, Tython, Coruscant, Balmorra, Alderaan, Tatooine, Dromund Kaas, Taris, Belsavis, Voss, Hoth, Corellia, Ilum e Quesh, e a lua Nar Shaddaa. Cada jogador terá acesso a sua própria nave espacial, segundo anunciado na Electronic Entertainment Expo 2010.[carece de fontes?]
Cenas de combate espacial foi lançado no Gamescom . O clipe curto fornecido pela BioWare revelou que o combate espacial seria um "tunnel shooter", também conhecido como atirador do desdobramento , é um jogo de voo, quando o jogador está em uma faixa predeterminada. O jogo inclui mover para direita e esquerda no eixo X e para cima e para baixo no eixo Y, no entanto, os jogadores não terão o controle da velocidade de sua nave espacial. Jake Neri, Produtor da LucasArts, afirmou que  "Queremos jogadores para entrar e sentir como se estivessem nos filmes. Trata-se de experiência cinematográfica, controlamdo momentos de combate ... muito heroísmo, encontros de ação tão emocionantes, visceral e perigosos que você vai fazer xixi nas calças."

## História
A história se passa no universo ficcional de Star Wars logo após o estabelecimento de uma paz frágil entre o reemergente Império Sith e a República Galáctica, 300 anos após os eventos do jogo Star Wars: Knights of the Old Republic , e mais de 3.500 anos antes dos eventos dos filmes Star Wars. A derrota dos Jedi foi responsável pelo sucesso dos Sith durante a devastadora Grande Guerra Galáctica (que levou ao Tratado de Coruscant antes da Guerra Fria), eles assim optaram por mudar de Coruscant para Tython, onde a Ordem Jedi inicialmente tinha sido fundada, procurando orientação através da força. Os Sith tomaram o controle de Korriban, onde têm restabelecida uma Academia Sith. O jogo começa onde novos conflitos surgem.
Um esforço de colaboração entre a BioWare, LucasArts e Dark Horse Comics resultou em webcomics intitulados Star Wars: The Old Republic – Threat of Peace e Star Wars: The Old Republic – Blood of the Empire, cuja finalidade é estabelecer a história de fundo para o jogo em desenvolvimento.
BioWare declarou que o jogo terá um foco significativo sobre o enredo, ao contrário de outros MMORPGs que desconsideram storyline por causa do gameplay.

## Espécies
Haverá uma grande gama de raças que poderão ser selecionadas. As confirmadas até o momento são Chiss,Humano, Miraluka, Mirialan, Rattataki, Sith Pureblood,Twi'lek e Zabrak. Apesar de humanos poderem escolher qualquer das classes disponíveis, outras raças serão limitadas.
Várias outras espécies de criaturas estão sendo incorporadas ao jogo, talvez algumas jogáveis e outras não, incluindo feras selvagens e droids inteligentes, algumas dessas criaturas devem ser encontradas somente em alguns planetas, enquanto outras pode viajar livremente pela galáxia.

## Classes
Cada lado da força irá conter classes diferentes, cada um com uma história de fundo distinta e um enredo de ramificação afetado pelas escolhas morais do jogador. As classes também serão exclusivas de um lado ou de outro, por exemplo o Cavaleiro Jedi e Guerreiro Sith. Oito classes foram confirmados:
Império Sith: Caçador de Recompensas (Bounty Hunter), Guerreiro Sith (Sith warrior), Agente Imperial (Imperial Agent) e Sith Inquisidor (Sith Inquisitor).
República Galáctica: Trooper , Contrabandista (Smuggler), Cavaleiro Jedi (Jedi Knight) e Jedi Consular.
Embora cada classe tenha um enredo diferente, eles serão integrados no arco geral do jogo.
Cada classe também terá duas especializações:
Republic
- Trooper; Commando and Vanguard
- Smuggler; Gunslinger and Scoundrel
- Jedi Knight; Guardian and Sentinel
- Jedi Consular; Shadow and Sage

Empire
- Bounty Hunter; Powertech and Mercenary
- Sith Warrior; Juggernaut and Marauder
- Imperial Agent; Operative and Sniper
- Sith Inquisitor; Sorcerer and Assassin

## Problemas Iniciais
Durante o lançamento do jogo, em 20 de dezembro de 2011, o fórum de Star Wars: The Old Republic recebeu milhares de reclamações sobre o instalador do jogo. Aparentemente, o programa iniciador não conseguia operar em computadores com memória maior que 2 gigabytes em algumas situações, o que levou a ocorrência de corrupção de arquivos durante o download dos patches do jogo.  Mesmo no caso de diversos usuários com mídia física (DVD de instalação) o problema foi encontrado. Após 2 dias de problemas, nenhuma solução oficial foi oferecida pela empresa (um dos threads com milhares de reclamações.)